# USA Perpignan
Union Sportive des Arlequins Perpignanais (franska) eller Unió eSportiva Arlequins de Perpinyà (katalanska), vanligen förkortat USAP på båda språken är en fransk rugbyklubb som spelar i Top 14, den högsta ligan i det franska seriesystemet. USAP kommer från staden Perpignan i departementet Pyrénées-Orientales i Franska Katalonien och klubben har en stark katalansk identitet, bland annat är den katalanska flaggan klubbens symbol. USAP var senast franska mästare säsongen 2008-2009. År 2003 nådde de finalen i Heineken Cup, rugbyns motsvarighet till fotbollens UEFA Champions League men förlorade den helfranska finalen mot sina främsta konkurrenter, Stade toulousain.